# Joshua Leonard
Joshua Granville Leonard, född 17 juni 1975 i Houston i Texas, är en amerikansk skådespelare, manusförfattare och regissör. Han är mest känd för sin medverkan i skräckfilmen The Blair Witch Project från 1999, där han spelar rollen som sig själv. Han har också medverkat i andra filmer som Madhouse, The Shaggy Dog, Higher Ground, The Motel Life, If I Stay, The Town That Dreaded Sundown, 6 Years, och Unsane.

## Bakgrund
Leonard föddes i Texas största stad Houston som son till Joann och Robert Leonard. Modern arbetar eller har arbetat som författare, medan fadern är eller har varit teaterprofessor, på Pennsylvania State University. Han är uppvuxen i boroughn State College, även den belägen i delstaten Pennsylvania.
Leonard reste som 16-åring till den mexikanska delstaten Chiapas, där han kom att undervisa på en grundskola samt arbeta som volontär vid ett antropologiskt institut. Han tillbringade därefter den resterande tiden i Seattle och London, där han kom att utveckla ett intresse för fotografi, innan han slutligen vid 19 års ålder bosatte sig i New York.

## Karriär
År 1997 provspelade Leonard för en av de tre huvudrollerna, i skräckfilmen The Blair Witch Project, som han dessutom även kom att få. Trots att han enligt uppgift bara tjänade en initial lön på 500 dollar, så visade sig hans erfarenhet vara givande på andra sätt. Leonard har efter detta medverkat i ett flertal andra filmer och TV-serier, bland annat i Live from Baghdad, Things Behind the Sun, The Shaggy Dog, Men of Honor och Bitter Feast.
År 2011 syntes Leonard i dramafilmen Higher Ground, regisserad av Vera Farmiga. År 2012 medverkade han, tillsammans med Dakota Fanning, i dramafilmen The Motel Life. År 2014 medverkade Leonard i den R. J. Cutler-regisserade dramafilmen If I Stay. Filmen är baserad på Gayle Formans ungdomsroman med samma namn, som i Sverige går under titeln Om jag stannar. Han fick sedan rollen som James Finnigan, i A&E's dramathrillerserie Bates Motel.
År 2015 spelade Leonard i den romantiska dramafilmen 6 Years, som regisserades av Hannah Fidell. I december samma år rapporterades det även, att Marisa Tomei och Timothy Olyphant skulle medverka i hans egenregisserade film, under titeln Behold My Heart.

## Privatliv
Leonard gifte sig den 24 maj 2015 i Los Angeles med skådespelaren Alison Pill. Parets dotter föddes den 19 november 2016.

## Filmografi (i urval)

### Filmer
- 1999 – The Blair Witch Project
- 2000 – Men of Honor
- 2001 – The Things Behind the Sun
- 2001 – Den tredje cirkeln
- 2002 – Deuces Wild
- 2002 – Live from Baghdad
- 2003 – Robbery
- 2004 – Madhouse
- 2006 – Hatchet
- 2006 – The Shaggy Dog
- 2007 – Let's Kill Bobby Z
- 2007 – 20 Years After
- 2008 – Quid Pro Quo
- 2008 – Prom Night
- 2009 – Humpday
- 2010 – Bitter Feast
- 2011 – Higher Ground
- 2011 – Shark Night
- 2012 – The Motel Life
- 2014 – Among Ravens
- 2014 – If I Stay
- 2014 – The Town That Dreaded Sundown
- 2014 – Wildlike
- 2014 – The Ever After
- 2015 – 6 Years
- 2016 – Teenage Cocktail
- 2018 – Unsane
- 2018 – Behold My Heart (regissör och manusförfattare)
- 2020 – Four Good Days
- 2021 – Bliss

### TV-serier
- 2004 – På spaning i New York (TV-serie)
- 2004 – CSI: New York (TV-serie)
- 2005 – CSI: Miami (TV-serie)
- 2006 – Numb3rs (TV-serie)
- 2006 – Bones (TV-serie)
- 2009 – Hung (TV-serie)
- 2010 – United States of Tara (TV-serie)
- 2011 – Criminal Minds (TV-serie)
- 2012 – The Finder (TV-serie)
- 2012 – Touch (TV-serie)
- 2014 – True Detective (TV-serie)
- 2014 – Scorpion (TV-serie) (även 2016–2017)
- 2015–2016 – Togetherness (TV-serie)
- 2015 – Bates Motel (TV-serie)
- 2016 – StartUp (TV-serie)
- 2020 – MacGyver (TV-serie)